# Руди Ллата
Руди Ллата (Хоселито, Ноло, Пепи и Лео) - испанская труппа клоунов. Эта группа, состоящая из Хоселито (Хосе Льята Фернандес, Сантандер, 8 августа 1915–1994 гг.),  Ноло (Мануэль Руис Диас, 1915–2002 гг.),  Пепи (Хосе Руис Диас, 1917–1982 гг.). ) и аккордеониста Лео (Леонардо Фернандес), триумфально выступали внутри и за пределами Испании, в основном во Франции.

## Формирование группы
Руди Ллата были очень успешны, особенно в Европе, в течение почти 40 лет, между 1930 и 1970 годами. Их считают одними из самых забавных клоунов своего времени, и они работали больше за пределами Испании, чем в стране, потому что своей игрой и своей музыкой, не говоря ни слова, они знали, как адаптироваться к публике разных культур, для которых они выступали.
Пепи и Ноло были братьями и начали работать акробатами и канатоходцами со своей сестрой Марией, с которой они сформировали Трио Херманоса Диаса. Хоселито начал карьеру в 1930-х годах как военный музыкант и, находясь в пехотном полку Махон, познакомился с трио, к которому присоединился, женившись на Марии. Их шоу было прервано из-за гражданской войны до 1942 года, затем они вернулись к работе. К ним присоединились аккордеонист Леонардо Фернандес и испанская классическая танцовщица Кармен Ромеро ("Гарлема"), жена Ноло, сформировав "Los 6 Rudi-Llata".
В какой-то момент они стали «Los 8 Rudi-Llata», так как ближе к концу выступления они играли пасодобль, гастролируя со своими женами. Когда Лео ушел на пенсию, его заменил сын Ноло и Кармен. Саломон Санг, неоднозначный каталонский кинорежиссер и писатель, был внуком семьи Руди Ллата, с которой он провел часть своего детства и юности в странствующем мире цирка.
Их последнее выступление состоялось в 1971 году в рамках XIV Gala de la Piste, организованного в Cirque d'Hiver в Париже, а последний раз они выступили 12 июня 1973 года на гала-концерте в Монжуике (Барселона).

## Представления
Руди Ллата прославились такими комедийными шоу, как «El boxeo», «El restaurante automático» и «El clarinete», вдохновленными Чарльзом Чаплином, работами, в которых они объединили свои клоунские способности с музыкантами, игра на нескольких инструментах, таких как кларнет, гитара или аккордеон. Ноло взял на себя роль белого клоуна, элегантного и утонченного. Рыжими клоунами были Пепи и Хоселито, накрашенные и одетые так, как будто они были близнецами. Лео появлялся без грима, доказав, что для участия в комедийном шоу гримне обязателен.
Они работали в Cirque d'Hiver в Париже, в цирке Pinder и в Radio Circus, , а также в конюшне парижского цирка Medrano. 
Труппа снялась в 1954 году в фильме Курта Хоффмана Feuerwerk (Цирковые сны),   с Роми Шнайдер и Лилли Палмер в главных ролях.

## Награды и почести
Руди Ллата выиграли трофей Грок в Милане в 1969 году  и Оскар на IV Всемирном цирковом фестивале, организованном бизнесменом Артуро Кастилья и проведенном во Дворце де лос Депортес в Мадриде в 1972 году, за свои артистические заслуги, по решению жюри, состоящего из директоров цирков из разных стран мира. Награду им вручала испанская актирса Сара Монтьель . 
В 2012 году в Matadero Madrid была открыта выставка История современного цирка. Празднование 250-летия современного цирка 1768-2018, в экспозиции которой, среди прочего, была показана жизнь труппы Руди Ллата в разделе: Испанские клоуны XX века.